# الصينية (العراق)
الصينية مدينة عراقية وناحية في قضاء بيجي، مساحتها 5553 كيلومتراً مربعاً، شمال العاصمة بغداد بمسافة 200 كم تقريبا، البعد 10 كيلومترات بين مركز قضاء بيجي شرقاً ومركز ناحية الصينية غرباً، كانت في السابق تقع ضمن ولاية الموصل ولكن بعد التقسيم الإداري الحديث بعد استحداث محافظة صلاح الدين أصبحت تابعة إداريا لها.

## معالم
يقع في المدينة مصفاة نفط الصينية لتكرير النفط وهي من المصافي التي أنشأت قديما ولا تزال تعمل لحد الآن، وتقع فيها القاعدة العسكرية الرابعة التابعة للجيش العراقي السابق وفيها مطار عسكري. وتوجد فيها 8 مدارس ابتدائية و4 مدارس متوسطة و3 مدارس ثانوية. ويوجد فيها مركز صحي ومستشفى تم إنشاؤه حديثا، ويوجد أكثر من 14 مسجد وجامع.

## التاريخ
وان وجود القاعدة العسكرية فيها جعلها مقرا لوجستيا لجيش الإحتلال الأمريكي، حيث قامت قوات الاحتلال ببناء سور ترابي كبير يـحيط بالمدينة وأغلقوا جميع مداخلها ولم يتركوا إلا مدخلا واحدا ليسيطروا على دخول وخروج أهالي المدينة وأطلقوا على الجدار تسمية «فيردون» (يقصدون فردان) نسبة إلى إحدى أشهر معارك الحرب العالمية الأولى (معركة فردان).
تعرضت المدينة إلى حصار من قبل جيش الاحتلال استمر لمدة شهر منع عن أهلها الأكل أو الإسعافات الطبية مما أدى إلى وفاة أكثر من 10 أطفال وامرأتين بسبب منع جيش الاحتلال من نقلهم إلى مستشفيات مدينة بيجي.

## التسمية
كانت مدينة الصينية سابقا (أي في فترة الخمسينيات من القرن المنصرم تسمى مدينة (كي تو)، نسبةً إلى خط النفط (k2). ويرجع أصل تسمية المدينة الحالي على الأرجح لكونها كانت تمثل نقطة تقاطع خطوط السكك الحديدية القادمة من بغداد والموصل وكركوك وحديثة فلتسهيل انتقال القطارات من أي خط للخط الآخر تم إنشاء سكة حديد دائرية الشكل تحيط بالمدينة فأصبحت أشبه بالصينية (إناء تقديم الطعام) الدائرية الشكل فسميت بمدينة الصينية.

## المنشأة
محطة كي-تو (k2) أو الصينية هي محطة ضخ للنفط أنشأتها بريطانيا لضخ النفط من كركوك إلى لبنان وحيفا على ساحل البحر الأبيض المتوسط. توقفت المحطة عن الضخ بعد احتلال فلسطين بسبب إيقاف الخط. أما خط أنابيب كركوك - حيفا فقد اكتمل في 14 تشرين أول 1934 وبوشر بتشغيله بضخ النفط فيه لتصل أول كمية منه بعد ذلك بقليل إلى ميناء حيفا ليتم تصدير الشحنة الأولى منه والبالغة 13,000 طن في يوم 27 تشرين أول  إلى ميناء لاهارف في فرنسا كذلك. استمر ضخ النفط في هذا الخط حتى عام 1948 حيث توقف استعماله بعد ذلك نهائياً مع اندلاع الحرب في فلسطين.